# Ізосимов Леонід Федорович
Леонід Федорович Ізосимов (нар. 6 вересня 1941, місто Кодима, тепер Одеської області — 1 жовтня 2007, село Сокільники, тепер Львівського району Львівської області) — український радянський діяч, прокурор Львівської області та Автономної Республіки Крим.

## Життєпис
Народився в родині робітника.
У 1966 році закінчив юридичний факультет Львівського державного університету. Член КПРС.
У 1966—1970 роках — слідчий, старший слідчий прокуратури міста Львова та прокуратури Львівської області.
У 1970 році — інструктор, в 1970-1971 роках — завідувач відділу адміністративних органів Львівського міського комітету КПУ.
У 1971-1974 роках — інструктор відділу адміністративних органів Львівського обласного комітету КПУ.
28 вересня 1974 — 8 квітня 1983 року — завідувач відділу адміністративних органів Львівського обласного комітету КПУ.
1 лютого 1983 — 10 грудня 1991 року — прокурор Львівської області.
9 липня 1992 — 26 березня 1993 року — прокурор Автономної Республіки Крим.
У 1993—1994 роках працював у Генеральній прокуратурі України.
У 1994 — 1 жовтня 2007 року — суддя Апеляційного суду Львівської області, радник голови Апеляційного суду Львівської області.
Помер 1 жовтня 2007 року.

## Звання
- державний радник юстиції ІІІ-го класу

## Нагороди
- орден Трудового Червоного Прапора
- ордени
- медалі